# 川青黄耆
川青黄耆（学名：Astragalus peterae）是豆科黄芪属的植物，是中国的特有植物。分布在中国大陆的四川、青海等地，生长于海拔2,700米至4,100米的地区，常生于高山草丛中，目前尚未由人工引种栽培。